# 针尾鼹
针尾鼹（学名：Scaptonyx fusicaudus）一种分布于中国西南地区及缅甸、老挝、越南等地区的小型哺乳动物，隶属于鼹科长尾鼩鼹属。

## 形态特征
针尾鼹身体粗壮，体重约11～6克。通体呈亮黑色或黑褐色，具有油亮的金属光泽，腹面和尾部颜色较浅淡。体被短而厚密的绒毛。吻长而尖，尖端稍钝，背面具纵沟；眼退化；无外耳壳；足有具有适于挖掘的长爪；尾粗短，具疏稀的长毛，长度约为体长的一半。

## 生活习性
针尾鼹栖息于海拔2000米的常绿阔叶林、稀疏灌丛和近农耕区林缘带，主要营地下生活，捕食地下的昆虫及幼虫，兼食蚯蚓和少量植物的根茎。